# Аргентино-белорусские отношения
Аргентино-белорусские отношения — контакты между Беларусью и Аргентиной. В 2004 году между двумя странами заключено соглашение о торгово-экономическом сотрудничестве. Товарооборот двух стран в 2008 году составил 141,4 млн долларов, в том числе поставки в Беларусь 115,4 млн долларов.  По состоянию на 2008 год основным белорусским товаром, поставляемым в Аргентину, были удобрения, а в аргентинских поставках преобладал соевый шрот. Интересы Аргентины в Беларуси представляет посол Аргентины в России.
С 2018 посольство Беларуси в Аргентине возглавлял Владимир Астапенко. 23 сентября 2020 года Астапенко подал в отставку. Временный поверенный в делах Беларуси в Аргентине — Дмитрий Деревинский.

## Визовый режим
24 октября 2016 года в Минске было заключено (ратифицировано Палатой представителей Беларуси 3 апреля 2017 года) аргентино-белорусское соглашение, которое предусматривает, что граждане одной стороны соглашения могут без визы находиться на территории другой стороны соглашения до 90 дней непрерывно в течение календарного года.

## Двусторонняя торговля
В первый год независимости Беларуси торговля с Аргентиной была незначительной: в 1992 году товарооборот двух стран составил 0,7 млн долларов (причем поставки из Аргентины почти отсутствовали). В 1993—1994 годах Беларусь поставила в Аргентину трактора и грузовые автомобили, мотоциклы и велосипеды, а белорусский экспорт достиг в 1993 году 10,3 млн долларов. Затем последовал резкий спад и в 2002 году товарооборот составил 2,1 млн долларов, но на этот раз уже почти полностью состоял из аргентинских поставок в Беларусь. Затем ситуация изменилась, но все равно сальдо оставалось (до 2008 года включительно) в пользу Аргентины.

Экспорт Беларуси в Аргентину в 2008 году составил 26,0 млн долларов (0,08 % всего белорусского экспорта): в основном азотные удобрения (89,6 % от объема экспорта в 2008 году), жгут синтетический.

Импорт Беларуси из Аргентины (115,4 млн долларов в 2008 году, 0,30 % общего объема белорусского импорта): в основном соевый шрот (89,6 млн долларов в 2008 году), также рыба и рыбное филе, подсолнечное масло, сахар, трубы из черных металлов.
Динамика внешней торговли в 2011—2019 годах (млн долларов):